# 형상
형상(形相)은 에이도스 또는 이데아의 번역어로 볼 수 있는 것을 가리키는 단어이다. 외견(外見)과 외형(外形)이 원래의 뜻이다.
플라톤에서는 감각으로 볼 수 있는 개개의 말(馬)이 아니라 말 그 자체로 말하자면 마음의 눈으로 보는 말이 말의 이데아로 이것은 말들을 떠나서 존재한다. 아리스토텔레스는 이에 대하여 말은 유인 동물의 최저 종(아토몬 에이도스)으로 특정된 질료와 결부되고 개개의 구체적인 말로밖에는 존재하지 않는다고 한다. 때문에 사물의 형상(形相 : 에이도스)은 사물의 본질(우시아)로 사물에 내재하고 정의에 의해서 밝혀진다고 한다.

## 참고 자료
- 이 문서에는 다음커뮤니케이션(현 카카오)에서 GFDL 또는 CC-SA 라이선스로 배포한 글로벌 세계대백과사전의 내용을 기초로 작성된 글이 포함되어 있습니다.